# 자기화
전자기학에서 자기화(磁氣化, magnetization)는 자기적 성질을 가진 물질이 가진 자기 모멘트 밀도 벡터장이다. 기호는 {\displaystyle \mathbf {M} }. 단위는 암페어 퍼 미터 (A/m).

## 정의
자기화 {\displaystyle \mathbf {M} }은 자기장 (자기 선속 밀도) {\displaystyle \mathbf {B} }와 자기장세기 {\displaystyle \mathbf {H} }의 차다. 즉, 식으로 쓰면 다음과 같다.
{\displaystyle \mathbf {M} =\mathbf {B} /\mu _{0}-\mathbf {H} }. (국제단위계)
여기서 {\displaystyle \mu _{0}}는 진공의 투자율이다.
위 공식은 CGS 단위계에서 다음과 같다.
{\displaystyle \mathbf {M} =(\mathbf {B} -\mathbf {H} )/4\mathrm {\pi } }.
자기화는 외부 자기장에 의하여 유도된 자기 모멘트의 밀도다. 즉, 자기화 {\displaystyle \mathbf {M} }이 균일한 매질의 경우, 부피 {\displaystyle V} 속에 포함된 유도 자기 모멘트 {\displaystyle \mathbf {m} }은 다음과 같다.
{\displaystyle \mathbf {m} =V\mathbf {M} }.

## 같이 보기
- 자기계

## 참고 문헌
- Griffiths, David J. (1999). 《Introduction to Electrodynamics》 (영어). Addison-Wesley. ISBN 978-0138053260.
- Jackson, J. D. (1962, 1975, 1998). 《Classical Electrodynamics》 (영어). New York: John Wiley & Sons. ISBN 978-0-471-30932-1. OCLC 535998. 2013년 8월 21일에 원본 문서에서 보존된 문서. 2012년 10월 12일에 확인함.